# Danielle Englert
Danielle Englert (* 29. April 1986 in Horgen) ist eine Kunstturnerin aus der Schweiz.

## Erfolge
Englert wurde 2001 und 2004 Dritte der Schweizer Meisterschaften im Mehrkampf; dabei gewann sie 2001 den Titel am Boden; mit der Mannschaft wurde sie 2004 Schweizer Meister.
Sie vertrat die Schweiz bei den Europameisterschaften 2000, 2002, 2004, 2005 und 2006; auch nahm sie 2003, 2006 und 2007 an den Turn-Weltmeisterschaften für ihr Land teil.